# 宝丽多唱片
宝丽多唱片（英語：Polydor Records）是英国唱片公司，隸属环球音乐集团，旗下有英国歌手谢丽尔·科尔、嗆女生合唱團、艾丽·高登、雪警、黛菲、艾爾頓·約翰、，以及美国艺人拉娜·德雷和阿澤莉亞·班克斯。

## 歷史

### 起源
寶麗多唱片公司由德國 Polyphon-Musikwerke AG於1913年4月2日在萊比錫創立，並於1914年7月25日註冊（編號316613）。該品牌由古斯塔夫·阿道夫·布拉赫豪森和恩斯特·保羅·里斯納於1887年創立，名為Firma Brachhausen & Riesener，用於製造他們於1870年發明的新型機械唱盤播放音樂盒。 第一次世界大戰期間，1917年4月24日，Polyphon-Musikwerke AG從德國政府手中收購了德國 Deutsche Grammophon-Aktiengesellschaft 唱片工廠和公司。第一次世界大戰期間，德國政府接管了英國持有的留聲機公司，並將其作為敵產。
寶麗多唱片公司最初是Polyphon-Grammophon-Konzern 集團的獨立分支。從1924年起，它被用作出口標籤。在第一次世界大戰期間，留聲機公司的英國和德國分公司分離後，德意志留聲機公司 聲稱擁有德國境內Nipper-dog和留聲機商標的權利，在德國，Hiss Master's Voice的形式發行，以取代在戰爭期間失去的公司。20世紀20年代復古的Polydor出口標籤及其雙喇叭留聲機標誌，播放Ave verum corpus反過來，從德國出口的德意志留聲機唱片則在Polyphon Musik和寶麗多唱片公司發行。 新的海外分支機構相繼成立，例如奧地利、丹麥、瑞典和法國。
1941年，德意志留聲機公司（包括寶麗多）被Siemens & Halske收購。寶麗多唱片於1946年成為一家流行音樂唱片公司，而新成立的德意志留聲機公司則於1949年成為歐洲古典音樂唱片公司。之前使用的唱片公司 Grammophon已解散。根據1949年7月5日的一項協議，DGG自1951年7月1日起將 Nipper-dog 留聲機的使用權獨家授權給了原所有者的公司Electrola（EMI的德國分公司）。（在德國，不出售公司就不可能出售商標。）由於語言和文化的考慮，在長期播放時代的剩餘時間裡，寶麗多一直是德意志留聲機公司在法國和西班牙語世界的出口品牌，包括古典音樂。DGG於1954年在倫敦成立了名為寶麗多唱片公司的子公司。
20世紀60年代初，管弦樂團領袖Bert Kaempfert簽下了默默無聞的Tony Sheridan和The Beatles，他們被稱為“The Beat Brothers”，並加盟了波麗多唱片。 由於語言和文化的考慮，在長期播放時代的剩餘時間裡，寶麗多一直是德意志留聲機公司在法國和西班牙語世界的出口品牌，包括古典音樂。 DGG於1954年在倫敦成立了名為 Polydor Records Ltd. 的子公司。
1962年，西門子與飛利浦成立合資公司，成立留聲機-飛利浦集團，寶麗多唱片成為該集團的子公司。20世紀60年代末，寶麗多唱片發行了 John Mayall & the Bluesbreakers、奶油樂團、谁人乐队、吉米·罕醉克斯、比吉斯和艾力·克萊普頓的專輯。
寶麗多於1969年在美國開設了分公司（此前幾年，他們將其音樂目錄授權給了大西洋唱片公司），但直到1971年購買了節奏藍調歌手詹姆士·布朗的唱片合約和唱片目錄，以及1972年其母公司寶麗金收購了MGM唱片公司後，它才真正在美國唱片業嶄露頭角。

## 納許維爾寶麗多唱片
唱片製作人哈羅德·謝德於1994年創立了寶麗多唱片位於田納西州納許維爾的分部，專門製作鄉村音樂。與寶麗多納許維爾分部簽約的藝人包括 Shane Sutton、Tasha Harris、4 Runner、the Moffatts、Chely Wright、Mark Luna、Clinton Gregory、Amie Comeaux，以及1994年從Mercury Nashville轉會而來的Toby Keith和Davis Daniel。

## 英國寶麗多唱片
1972年，英國寶麗多唱片有限公司更名為寶麗多有限公司。在70年代初，廠牌的主要收入來源是英國成功的樂團Slade以及the New Seekers和the Who。當時，在20世紀70年代到80年代之間，英國寶麗多唱片高級副總裁（最初是當時新搖滾部門的第一任負責人）是Jerry Jaffe，他還簽約了Motörhead、Dexys Midnight Runners和 the Jam 等藝人。在1970年代末和 1980年代初，該廠牌是 The Who和 The Jam 樂團（以及其後繼樂團 The Style Council）的所在地。在任職期間，賈菲還與許多著名且成功的藝術家進行了互動，包括尼克·洛和約翰·列儂，並在1980年代末和1990年代與耶穌與瑪麗鏈樂隊和聖艾蒂安樂隊等樂隊合作。
2006年，寶麗多唱片創立了專注於流行音樂的音樂廠牌 Fascination Records。 Girls Aloud和Sophie Ellis-Bextor 都轉投了新唱片公司，並組成了the Saturdays和 Girls Can't Catch等團體。美國唱片公司好萊塢唱片幾位流行歌手，如黛米洛瓦托、喬納斯兄弟、麥莉·賽勒斯和賽琳娜·戈麥斯與場景也簽約了Fascination。
2008年，英國A&M Records成立，作為英國寶麗多唱片的子公司。同年，寶麗來唱片公司獲得了滾石樂團舊唱片和新唱片的發行權。 隨著 A&M Records UK 的成立，A&M Records 的加拿大分部自環球音樂集團成立以來首次成為獨立的實體。與此同時，寶麗來繼續透過環球音樂加拿大公司在加拿大發行 Interscope、Geffen 和精選的 Lost Highway 專輯，至今仍在這樣做。
英國寶麗多唱片公司拒絕發行英國創作歌手Raye的專輯《My 21st Century Blues》及其主打單曲之一《Escapism》，導致她獨立發行前者。
在2024 年全英音樂獎上，Raye 獲得了六項獎項，全部是與寶麗多以外的唱片公司發行的作品，打破了單一藝術家在一年內獲得最多提名的紀錄。